# Національна академія наук Аргентини
Національна академія наук Аргентини (ісп. Academia Nacional de Ciencias) була заснована у 1869 році президентом Домінго Фаустіно Сарм'єнто у місті Кордова (Аргентина) як науковий підрозділ федерального уряду. Першим її директором став Герман Бурмайстер. Це була перша академія, яку підтримувала держава. З моменту свого створення Академія займається розвитком точних і природничих наук, дослідженням території Аргентини, науковим супроводженням діяльності національного уряду й урядів провінцій, а також інших навчальних і наукових закладів країни. Академія також проводить нагородження різними преміями за наукову діяльність, видає журнал, проводить конференції й інші заходи. Сучасна будівля була відкрита 1897 року, а 1994 року її оголошено національною історичною пам'яткою.

## Найвідоміші члени Академії наук Аргентини
- Чарльз Дарвін
- Бенджамін Гулд
- Бернардо Усай
- Луїс Лелуар
- Франсіско Морено
- Август Генрих Рудольф Гризебах
- Домейко Ігнатій Іполітович
- Едвард Коп
- Герман фон Іхерінг
- Август Вільгельм Ейхлер